# KOTOKO LIVE TOUR 2004 WINTER〜冬の雫が連れて来た君が聖者だ★Happy White X'mas★〜
『KOTOKO LIVE TOUR 2004 WINTER〜冬の雫が連れて来た君が聖者だ★Happy White X'mas★〜』は、2005年4月1日に発売されたKOTOKO初のライブDVD。発売元はジェネオン・エンタテインメント。

## 概要
2004年12月26日に東京厚生年金会館で行われたライブの模様が収録されている。KOTOKOの映像作品は、2000年から2003年までに通販限定を含む3作のミュージック・クリップDVDが発売されているが、KOTOKO名義としては本作が初めてである。
初回限定盤にはビジュアルフォトブック、ツアーロゴがプリントされたバンダナ、KOTOKOとI'veのロゴが入ったピック 、ツアースタッフパスのレプリカが付属する他、本人からのコメントが収められている。

## 収録曲
Disc-1
1. Suppuration -Core-
2. Re-sublimity
3. Asura
4. Lament
5. 羽
6. Trust You're Truth~明日を守る約束
7. Snow Angel
8. Imaginary Affair
9. 地に還る
10. 覚えてていいよ
11. Face of fact
12. I Pray to Stop my Cry
13. Shooting Star
14. Just As Time Is Running Out
15. 冬の雫

Disc-2
1. きゅるるんKissでジャンボ♪♪
2. らずべりー
3. Short Circuit